# Borsa di Taiwan

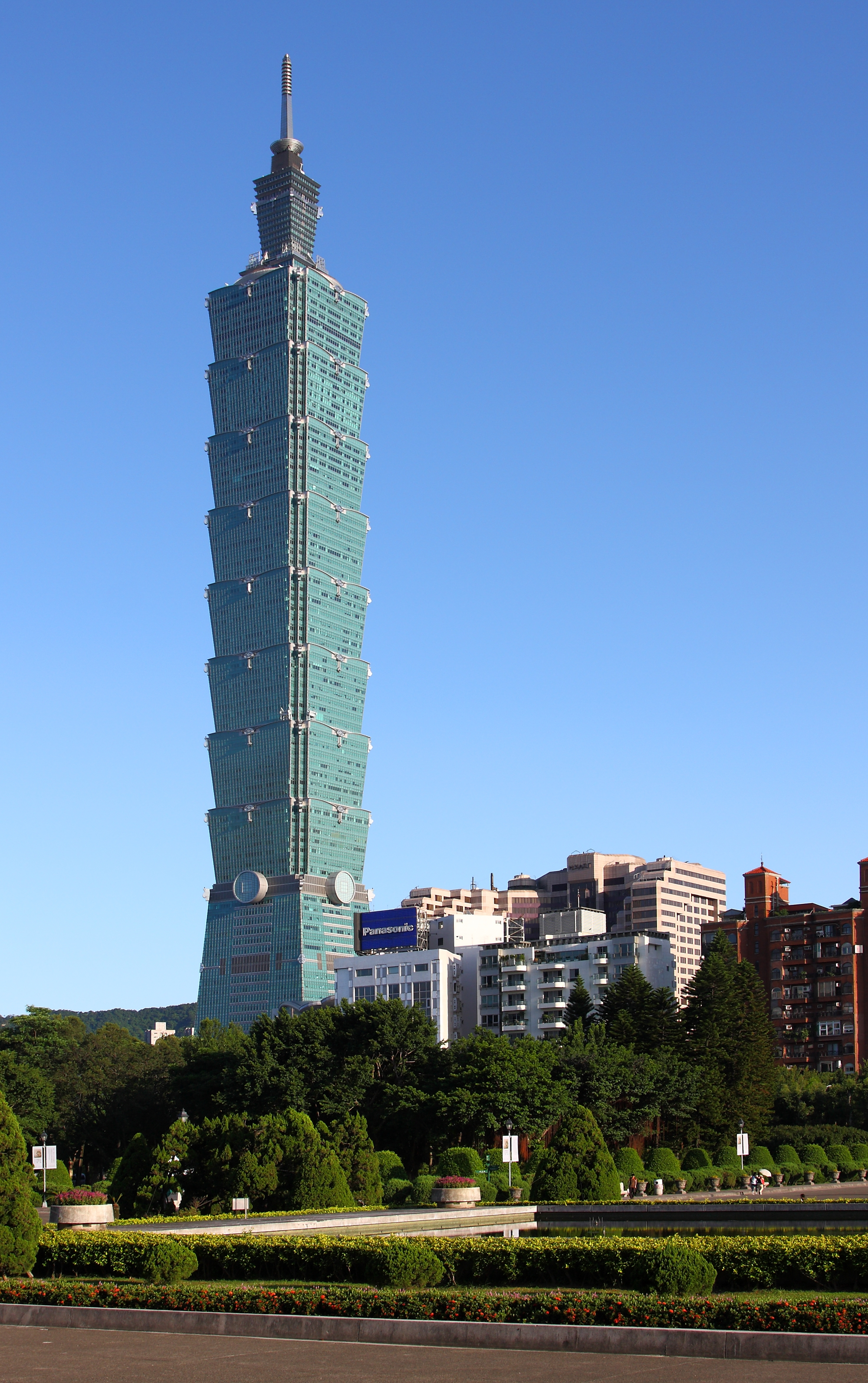
Il Taipei 101, sede della borsa

La Borsa di Taiwan (臺灣證券交易所S), in inglese Taiwan Stock Exchange (TWSE), è la borsa valori taiwanese, con sede a Taipei. La TWSE fu fondata nel 1961, ed entrò in funzione il 9 febbraio 1962. È regolata dalla Financial Supervisory Commission.
Al 31 dicembre 2013, la borsa di Taiwan contava 809 società quotate, con una capitalizzazione di mercato combinata pari a 24 519 622 NT$.